# Chiesa cattolica in Cile

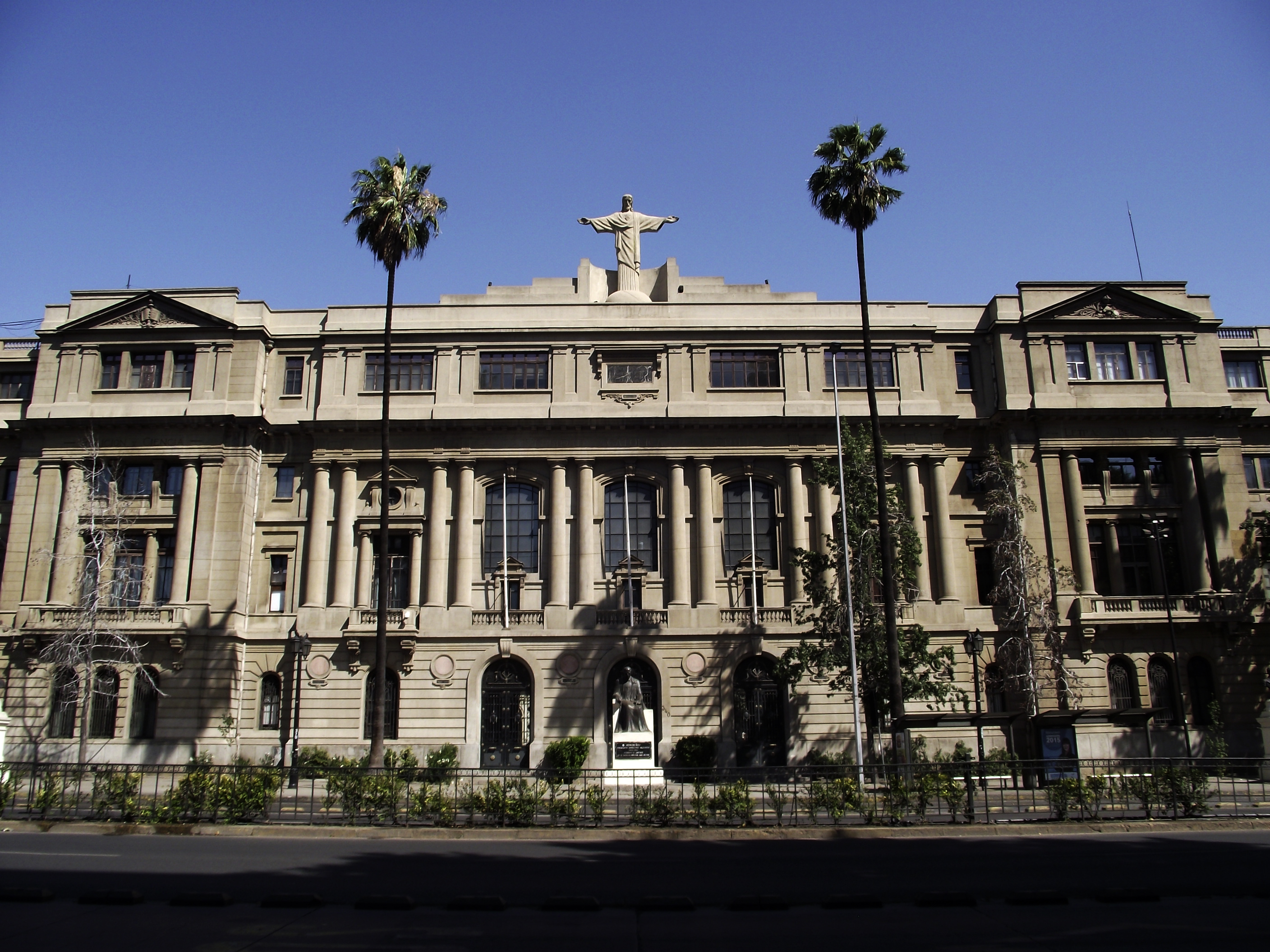
Sede centrale dell'Università cattolica del Cile.

La Chiesa cattolica in Cile è parte della Chiesa cattolica universale, sotto la guida spirituale del Papa e della Santa Sede.

## Storia
Il Cattolicesimo è stato introdotto dai Domenicani e Francescani accompagnati da colonizzatori spagnoli nel XVII secolo. La prima diocesi è stata eretta nel 1561 e la maggior parte della popolazione nativa venne evangelizzata nel 1650. La zona meridionale è stata evangelizzata tra il 1810 ed il 1818, quindi durante la fase d'indipendenza del paese dalla Spagna.
Nel corso del XX secolo la Chiesa è stata separata dallo Stato ed attraverso un emendamento del 1925 lo Stato si dichiarava sostenitore di tutti i culti religiosi esistenti. Durante il governo di Salvador Allende e la successiva dittatura militare di Augusto Pinochet le relazioni peggiorarono notevolmente.
Esistono diverse università cattoliche nel paese: l'Università Cattolica della Sacra Concezione, l'Università Cattolica del Maule, l'Università Cattolica del Nord, la Pontificia Università Cattolica del Cile a Santiago del Cile e a Valparaíso e l'Università Cattolica di Temuco.
Esistono molte scuole cattoliche non universitarie, scuole medie e scuole superiori. Il Governo osserva alcune festività come la Pasqua di Resurrezione, Natività del Signore, Immacolata Concezione, Santi Pietro e Paolo, Assunzione della Vergine e Tutti i Santi.
Attualmente la Chiesa cattolica in Cile ha stretto una forma di collaborazione con altre confessioni religiose a cominciare dalla Chiesa evangelica che conta il 16% di fedeli sul totale della popolazione cilena. Tale collaborazione si è manifestata concretamente con il festeggiamento del Te Deum nel mese di settembre che riunisce anche altre confessioni come l'Evangelismo, Ebraismo ed altre fedi.

## Organizzazione territoriale

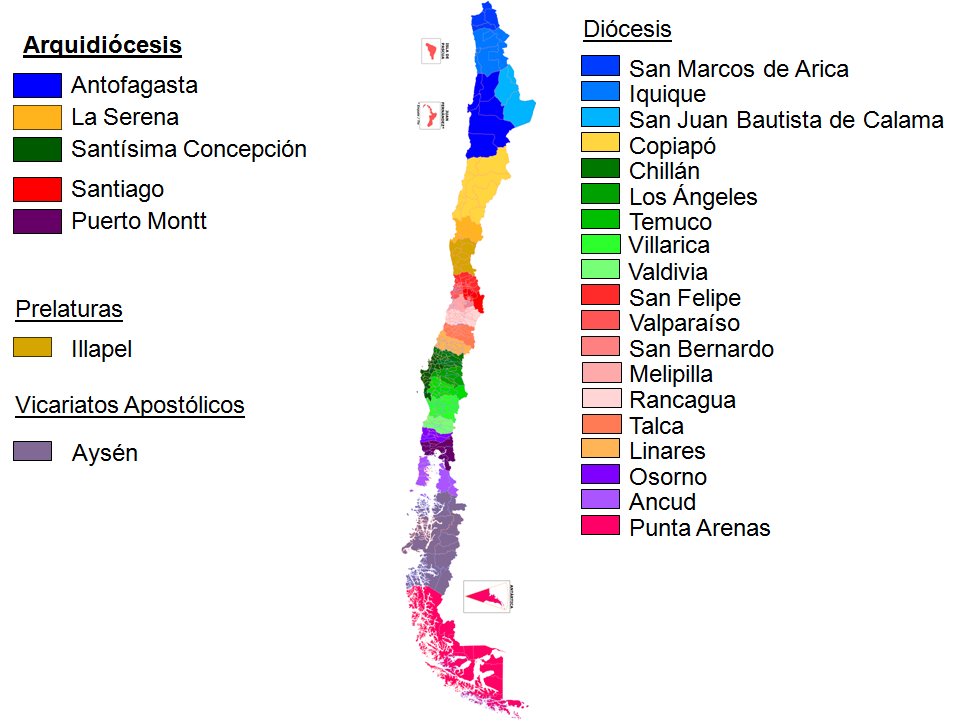
Mappa delle giurisdizioni ecclesiastiche del Cile.

La Chiesa cattolica è presente con 5 arcidiocesi, 19 diocesi, 1 prelatura territoriale, 1 vicariato apostolico, 1 ordinariato militare e una prelatura personale rappresentata dall'Opus Dei:
- Arcidiocesi di Santiago del Cile
  - Diocesi di Linares
  - Diocesi di Melipilla
  - Diocesi di Rancagua
  - Diocesi di San Bernardo
  - Diocesi di San Felipe
  - Diocesi di Talca
  - Diocesi di Valparaíso
- Arcidiocesi di Antofagasta
  - Diocesi di Iquique
  - Diocesi di San Juan Bautista de Calama
  - Diocesi di San Marcos de Arica
- Arcidiocesi di Concepción
  - Diocesi di San Bartolomé de Chillán
  - Diocesi di Santa María de Los Ángeles
  - Diocesi di Temuco
  - Diocesi di Valdivia
  - Diocesi di Villarrica
- Arcidiocesi di La Serena
  - Diocesi di Copiapó
  - Prelatura territoriale di Illapel
- Arcidiocesi di Puerto Montt
  - Diocesi di Osorno
  - Diocesi di Punta Arenas
  - Diocesi di San Carlos de Ancud
  - Vicariato apostolico di Aysén
- Ordinariato militare in Cile

## Statistiche
Circa 11 milioni di cileni si dichiarano cattolici, circa il 70% della popolazione complessiva che ammonta a circa 16.500.000 di abitanti.

## Nunziatura apostolica
La nunziatura apostolica in Cile è stata istituita il 31 agosto 1908, fin dal 1823 era però presente una delegazione apostolica. La sede è a Santiago del Cile. L'attuale nunzio apostolico in Cile è Alberto Ortega Martín, nominato da papa Francesco il 7 ottobre 2019.

### Delegati apostolici
- Giovanni Muzi (18 aprile 1823 - 19 dicembre 1825 nominato vescovo di Città di Castello)
- Lorenzo Barili (26 maggio 1851 - 17 giugno 1856 dimesso)
- Vincenzo Massoni (26 settembre 1856 - 3 giugno 1857 deceduto)
- Marino Marini (14 agosto 1857 - 27 marzo 1865 nominato vescovo di Orvieto)
- Celestino del Frate (31 marzo 1882 - 6 marzo 1883 dimesso)
- Pietro Monti (7 gennaio 1903 - 31 ottobre 1907 dimesso)

### Nunzi apostolici
- Enrico Sibilia (31 agosto 1908 - aprile 1914 dimesso)
- Benedetto Aloisi Masella (20 novembre 1919 - 26 aprile 1927 nominato nunzio apostolico in Brasile)
- Ettore Felici (6 novembre 1927 - 20 aprile 1938 nominato nunzio apostolico in Jugoslavia)
- Aldo Laghi (28 agosto 1938 - 2 gennaio 1942 deceduto)
- Maurilio Silvani (23 maggio 1942  - 4 novembre 1946 nominato internunzio apostolico in Austria)
- Mario Zanin (21 marzo 1947 - 7 febbraio 1953 nominato nunzio apostolico in Argentina)
- Sebastiano Baggio (1º luglio 1953 - 12 marzo 1959 nominato delegato apostolico in Canada)
- Opilio Rossi (25 marzo 1959 - 25 settembre 1961 nominato nunzio apostolico in Austria)
- Gaetano Alibrandi (5 ottobre 1961 - 9 dicembre 1963 nominato nunzio apostolico in Libano)
- Egano Righi-Lambertini (9 dicembre 1963 - 8 luglio 1967 nominato nunzio apostolico in Italia)
- Carlo Martini (5 agosto 1967 - 6 luglio 1970 nominato delegato apostolico in Messico)
- Sotero Sanz Villalba (16 luglio 1970 - 24 novembre 1977 nominato delegato apostolico in Messico)
- Angelo Sodano (30 novembre 1977 - 23 maggio 1988 nominato segretario del Consiglio per gli Affari Pubblici della Chiesa)
- Giulio Einaudi (23 settembre 1988 - 29 febbraio 1992 nominato nunzio apostolico in Croazia)
- Piero Biggio (23 aprile 1992 - 27 febbraio 1999 nominato nunzio apostolico in Danimarca, Islanda, Finlandia, Norvegia e Svezia)
- Luigi Ventura (25 marzo 1999 - 22 giugno 2001 nominato nunzio apostolico in Canada)
- Aldo Cavalli (28 giugno 2001 - 29 ottobre 2007 nominato nunzio apostolico in Colombia)
- Giuseppe Pinto (6 dicembre 2007 - 10 maggio 2011 nominato nunzio apostolico nelle Filippine)
- Ivo Scapolo (15 luglio 2011 - 29 agosto 2019 nominato nunzio apostolico in Portogallo)
- Alberto Ortega Martín (7 ottobre 2019 - 14 maggio 2024 nominato nunzio apostolico in Venezuela)
- Kurian Mathew Vayalunkal, dal 15 marzo 2025

## Conferenza episcopale
La Conferenza è uno dei membri del Consiglio episcopale latinoamericano (CELAM).

Elenco dei Presidenti della Conferenza episcopale del Cile:
- Cardinale José María Caro Rodríguez (1957 - 1958)
- Arcivescovo Alfredo Silva Santiago (1958 - 1962)
- Cardinale Raúl Silva Henríquez, S.D.B. (1962 - 1968)
- Vescovo Jose Manuel Santos Ascarza, O.C.D. (1968 - 1971)
- Cardinale Raúl Silva Henríquez, S.D.B. (1971 - 1975)
- Arcivescovo Juan Francisco Fresno Larraín (1975 - 1977)
- Arcivescovo Francisco de Borja Valenzuela Ríos (1978 - 1979)
- Vescovo Jose Manuel Santos Ascarza, O.C.D. (1980 - 1983)
- Arcivescovo Bernardino Piñera Carvallo (1984 - 1987)
- Vescovo Carlos González Cruchaga (1987 - 1992)
- Vescovo Fernando Ruiz Ariztía (1993 - 1995)
- Cardinale Carlos Oviedo Cavada, O.de M. (1995 - 1998)
- Cardinale Francisco Javier Errázuriz Ossa, P.Schönstatt (1998 - 2004)
- Vescovo Alejandro Goić Karmelić (2004 - novembre 2010)
- Cardinale Ricardo Ezzati Andrello, S.D.B. (novembre 2010 - 11 novembre 2016)
- Vescovo Santiago Jaime Silva Retamales (11 novembre 2016 - 28 luglio 2021)
- Cardinale Celestino Aós Braco, O.F.M.Cap. (28 luglio 2021 - 17 aprile 2024)
- Arcivescovo René Osvaldo Rebolledo Salinas, dal 17 aprile 2024

Elenco dei Vicepresidenti della Conferenza episcopale del Cile:
- Vescovo Alejandro Goić Karmelić (novembre 2010 - 10 novembre 2016)
- Vescovo Cristián Contreras Villarroel (10 novembre 2016 - 13 novembre 2018)
- Arcivescovo René Osvaldo Rebolledo Salinas (13 novembre 2018 - 28 luglio 2021)
- Arcivescovo Fernando Natalio Chomalí Garib (28 luglio 2021 - 17 aprile 2024)
- Arcivescovo Ignacio Francisco Ducasse Medina, dal 17 aprile 2024

Elenco dei Segretari generali della Conferenza episcopale del Cile:
- Vescovo Santiago Jaime Silva Retamales (2008 - 2011)
- Vescovo Ignacio Francisco Ducasse Medina (novembre 2011 - 13 novembre 2014)[2]
- Vescovo Cristián Contreras Villarroel (13 novembre 2014 - 10 novembre 2016)
- Vescovo Luis Fernando Ramos Pérez (11 novembre 2016 - 28 luglio 2021)
- Vescovo Sergio Hernán Pérez de Arce Arriagada, SS.CC., dal 28 luglio 2021